# 十五醛
十五醛（英語：pentadecanal）是一种有机化合物，化学式C15H30O，可见于欧白芷、果香菊、北美金縷梅等物种。